# 张煌言

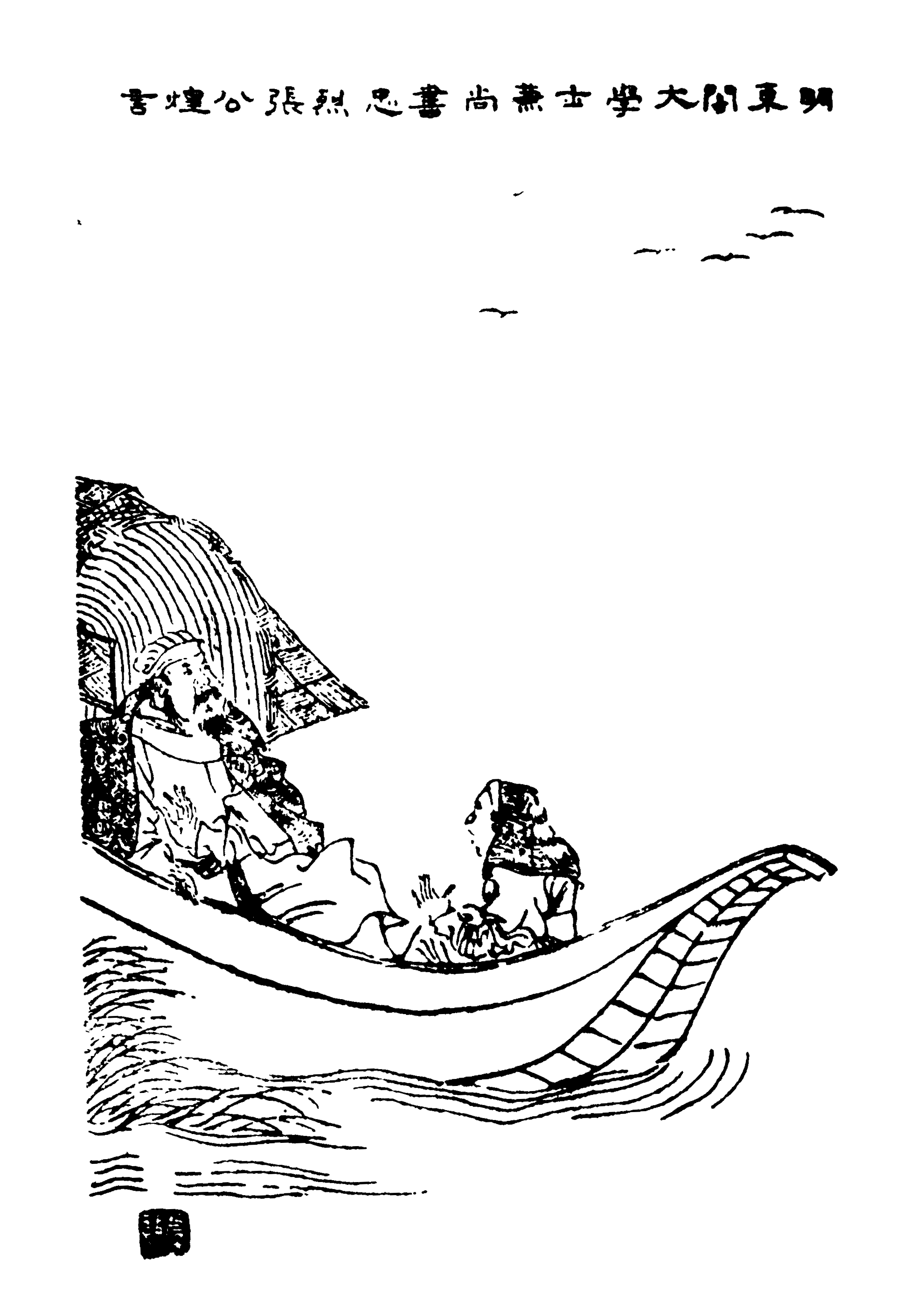
明東閣大學士兼尚書忠烈張公煌言（清代畫家虞琴所繪，出自《四明人鑑》）

张煌言（1620年—1664年），字玄箸，号苍水，小字阿雲。浙江宁波府鄞县（今属浙江省宁波市海曙区）人。抗清名將，南明兵部尚書，文学家。後被清兵所俘，殉國。乾隆年间，清廷追谥忠烈。

## 生平
父张圭章，天启四年（1624）举人，官至刑部员外郎。母赵氏早逝。张煌言少有大志，“慷慨好论兵事”。崇祯十五年（1642年）舉浙江鄉試。弘光元年（1645年），清军南下，张煌言与钱肃乐、沈宸荃等人起兵抗清，奉鲁王朱以海监国于绍兴，授翰林院修撰。清兵破钱塘後，随鲁王逃至浙闽沿海，入据舟山。
永曆五年（1651年），清軍攻破舟山，張煌言、張名振等人退避海上，為保護魯王安全，最後只得前往投靠閩南鄭成功；鄭成功軍隊尊唐王朱聿鍵為正朔，一向與魯王不合，但為了顧全抗清大局，於是仍將魯王安置於金門。之後，張煌言回到浙東組織抗清力量，與鄭成功、張名振等勢力多次北伐南京。
永曆八年（1654年），張煌言會同张名振北伐，入长江，师抵南京燕子矶。隔年，張煌言、張名振再次攻至燕子矶但仍因兵力薄弱以失敗告終。張名振於兵敗不久後病逝（一說遭到鄭成功毒害），由鄭成功部將陳六御接收其軍隊。
永曆十二年（1658年），張煌言與鄭成功自廈門出兵北伐，克復樂清、寧海等地；後卻於羊山海面遭遇颱風襲擊，兩軍損失船艦百餘，士卒傷亡以千計，不得已撤軍回到廈門。
永曆十三年、清順治十六年（1659年），張煌言奉南明永曆帝朱由榔命，以兵部尚书職，与郑成功會師北伐，張煌言部收復太平、寧國、池州、徽州等四府、三州、二十四县；另一方面，鄭成功軍隊沿長江西上，克鎮江、圍南京，反清復明大業一時大好。後因鄭成功中清軍緩兵之計，兵敗南京城，鄭軍乃退離長江出海南下；張煌言軍隊孤立無援，益遭清廷援軍攻擊，一路敗退、突圍，撤回浙東。
隔年清廷實施遷界令，斷絕抗清各勢力的聯繫與生計。鄭成功於東南沿海多年征戰也始終未有進一步發展，乃決定東進台灣，以為據點；對此張煌言曾修書勸阻鄭成功，他認為如果鄭軍進入台灣，則金、廈將不保，而復興大業與人心亦將斷絕。但最後鄭成功仍決定將目標轉向台灣。
後永曆朝覆亡，鄭成功入台後亦無力回師閩南；張煌言只得糾集民間各反對力量，繼續於浙東沿海一帶進行抗清行動。及至永曆十七年（1662年），魯王朱以海病死於金門，張煌言終於認為復明無望，將軍隊解散，躲避至浙江象山附近的小島隱居，之後仍為清軍偵知。。清人利用降清舊部喬裝成僧人，乘其隨從糴米之時，劫船入島執之。張煌言被捕後，神色自若，拒絕清廷的招降，在省城杭州被處斬決，臨刑前，赋《绝命诗》一首：
我年适五九，偏逢九月七。大厦已不支，成仁万事毕。
“坐而受刃”，同死者還有其客罗纶、楊冠玉等人。其妻與長子押解至鎮江處斬。

## 紀念

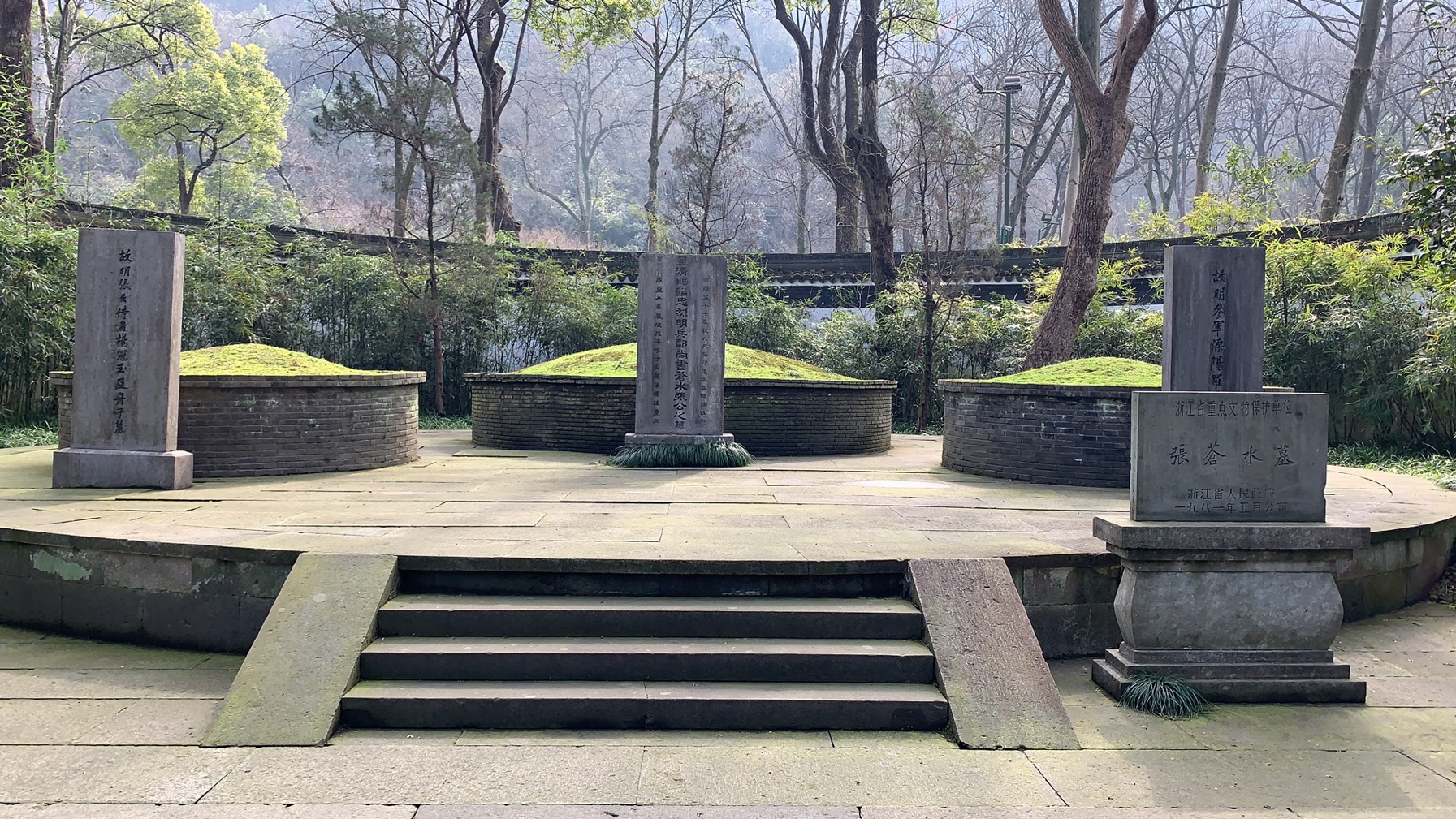
位于浙江杭州的张苍水墓

张煌言死后由鄞县人万斯大等葬于杭州西湖南屏山。生前的友人叶振名登越王岭遥祭忠魂，撰祭文将张煌言与罗纶二人并称为“张司马二客”。清國史館為其立傳，《明史》有傳。1776年（乾隆四十一年）追諡忠烈，入祀忠義祠，收入《欽定勝朝殉節諸臣錄》。
现今南屏山荔枝峰下建有张苍水祠，与章太炎纪念馆为邻。与岳飞、並称“西湖三杰”。宁波市区也有苍水街以示纪念。

## 著作

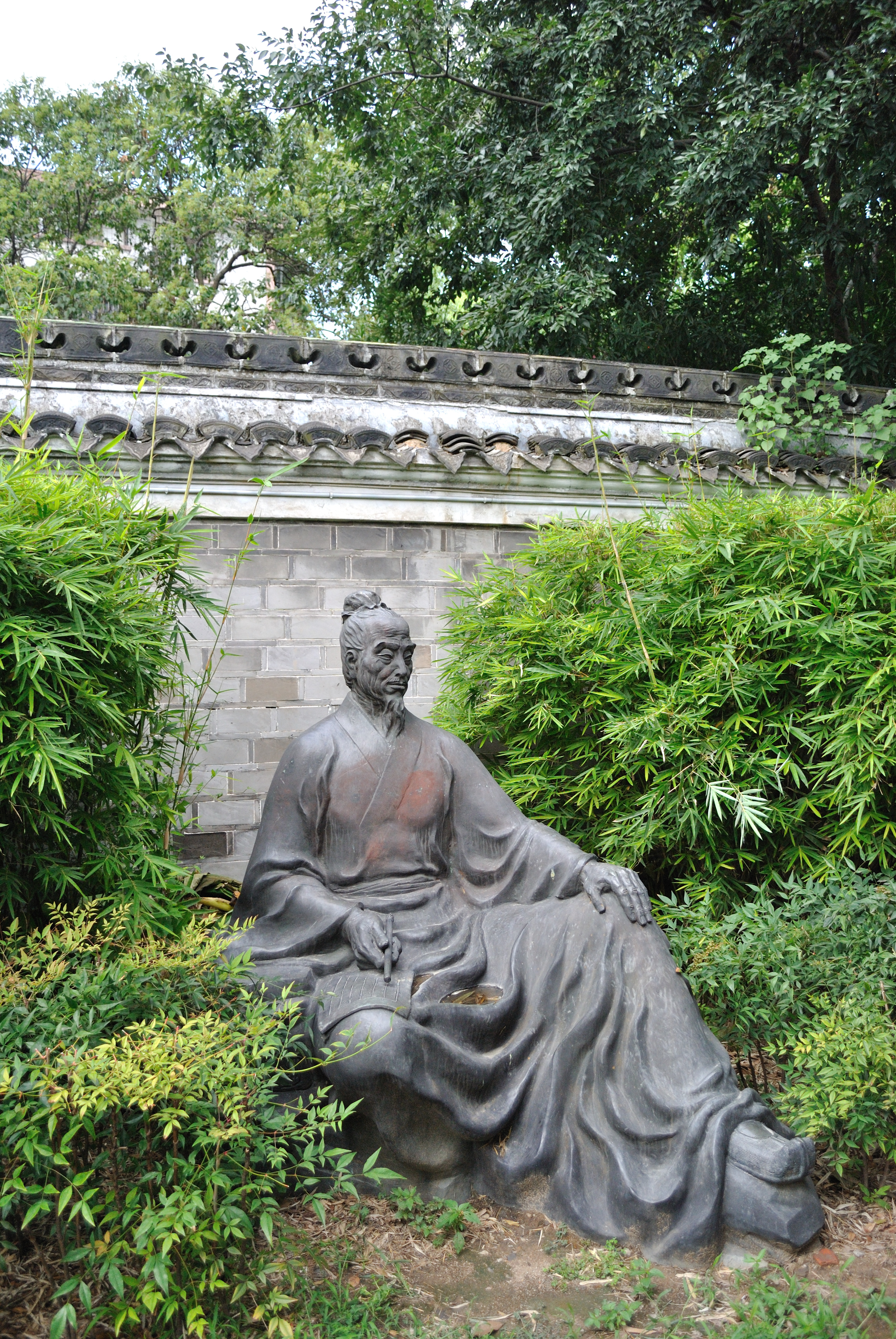
宁波张煌言塑像

著有《张苍水集》《奇零草》《北征录》《探微吟》等。
他存世的著名诗篇有《入武林》《放歌》等。
入武林
国破家亡欲何之？西子湖头有我师。
日月双悬于氏墓，乾坤半壁岳家祠。
惭将赤手分三席，拟为丹心借一枝。
他日素车东浙路，怒涛岂必属鸱夷。
放歌（武林狱室书壁）
吁嗟乎！沧海扬尘兮日月盲，神州陆沉兮陵谷崩。
藐孤军之屹立兮，呼癸呼庚。
余悯此孑遗兮，遂息机而寝兵。
方壶圆峤兮，聊驾税以薶名。
神龙鱼腹兮，罹此豫且之罾。
余生则中华兮，死则大明，
寸丹为重兮，七尺为轻。
维彼文山兮，亦羁絏于燕京，
黄冠故乡兮，非余心之所馨。
欲慷慨而自裁兮，既束缚而严更，
学谢公以绝粒兮，奈群喙之相并。
等鸿毛于一掷兮，何难谈笑而委形，
忆唐臣之啮齿兮，视鼎镬其犹冰。
念先人之践土兮，愧忠孝之无成。
翳嗣子于牢笼兮，痛宗祀之云倾。
已矣夫！荀琼谢玉兮，亦有时而凋零。
余之浩气兮，化为风霆；
余之精魂兮，变为日星。
尚足留纲常于万祀兮，垂节义于千龄。
夫何分孰为国祚兮，孰为家声。
歌以言志兮，肯浮慕兮箕子之贞？
若以拟乎正气兮，或无愧乎先生。

## 家族
先祖張知白，宋代丞相。

## 歷代評價
張煌言的評價因時空環境轉變，歷經了多次轉變。清初，在當局眼裡，張是不折不扣的「逆寇」、「海逆」、「賊渠」，文獻多半不敢觸及張的相關事蹟；直到乾隆年間，清朝的統治鞏固後，浙東地方上對於張煌言的祭祀和展墓等活動才開始公開化，這跟知識份子對南明的評價逐漸去政治化有關，濃厚的反清意識逐漸淡化，在理學的忠君思想作用下，滿洲人的統治合法性已逐漸確立，因此不再對南明遺臣有過多政治顧忌。在當局看來，張的作為正是「忠君」的象徵，理應表彰，清朝此時儼然是儒家倫理仲裁者，對於知識分子為張煌言平反是樂見其成的。清廷官方撰修《欽定勝朝殉節諸臣錄》後，張煌言的評價才正式定調，依據「各為其主」的道德原則而論，不但無可厚非，反而應該予以肯定嘉許，張煌言獲贈「通諡忠烈」，「一代完人」的形象被確立。
晚清革命黨人為了宣傳反清思想，亦曾以張煌言為精神導師，如章炳麟於1902年東京的「支那亡國二百四十二年紀念會」上曾大力疾呼：「願吾越人，無忘張煌言」，視張為中國近代革命的先行者，並出版南明時期文人的著作來作為反清宣傳，《張蒼水全集》便是在這種氛圍下問世。诗人柳亚子有感于张煌言的人生遭遇，写了一首名为《题张苍水集》的诗：“北望中原涕泪多，胡尘惨淡汉山河。盲风晦雨凄其夜，起读先生正气歌。”

## 延伸閱讀
[在维基数据编辑]
 在维基文库阅读此作者作品（ 在维基共享资源阅览影像）
 《四明人鑑·明大學士兵部尚書忠烈張公煌言》，出自《四明人鑑》
 《清史稿/卷224》，出自趙爾巽《清史稿》